# جائزة الولايات المتحدة الكبرى 2000
جائزة الولايات المتحدة الكبرى 2000 (بالإنجليزية: 2000 United States Grand Prix)‏ هو سباق فورمولا 1 أقيم بتاريخ 24 سبتمبر 2000 في إنديانابوليس. كان الخامس عشر من أصل 17 في بطولة العالم لسباقات الفورمولا واحد موسم 2000.